# Fuerteventura-Canarias/2007
Deze pagina geeft een overzicht van de wielerploeg Fuerteventura-Canarias in 2007.
| Naam                | Geboortedatum | Nationaliteit | Ploeg 2006        |
| ------------------- | ------------- | ------------- | ----------------- |
| Mikel Artetxe       | 24-09-1976    | Spanje        | 3 Molinos Resort  |
| Vicente Ballester   | 20-06-1980    | Spanje        | Kelme             |
| David Belda         | 18-03-1983    | Spanje        | profdebuut        |
| David Bernabéu      | 09-01-1975    | Spanje        | Kelme             |
| José Adrián Bonilla | 28-04-1978    | Kroatië       | Kelme             |
| Javier Cherro       | 10-12-1980    | Spanje        | Kelme             |
| Oleg Chuzhda        | 08-05-1985    | Oekraïne      | Kelme             |
| Dailos Manuel Díaz  | 17-09-1980    | Spanje        | Orbea             |
| Iker Flores         | 28-07-1976    | Spanje        | Euskaltel-Euskadi |
| Rodrigo García      | 27-02-1980    | Spanje        | Kaiku             |
| Iker Leonet Iza     | 10-12-1983    | Spanje        | Illes Balears     |
| Manuel Lloret       | 04-08-1981    | Spanje        | Kelme             |
| David Muñoz         | 09-06-1979    | Spanje        | Kelme             |
| Adrián Palomares    | 18-02-1976    | Spanje        | Kaiku             |
| Antonio Piedra      | 10-10-1985    | Spanje        | profdebuut        |
| Javier Ramirez      | 14-03-1978    | Spanje        | Liberty Seguros   |
| Eladio Sánchez      | 12-07-1984    | Spanje        | Liberty Seguros   |

## Overwinningen
Ronde van Asturië
4e etappe: Rodrigo García
5e etappe: Rodrigo García
Ronde van Madrid
2e etappe: Manuel Lloret
Eindklassement: Manuel Lloret
Regio Tour
5e etappe: Adrian Palomares
Ronde van Groot-Brittannië
4e etappe: Adrian Palomares